# Hydropsyche jeanneli
Hydropsyche jeanneli är en nattsländeart som beskrevs av Martin E. Mosely 1939. Hydropsyche jeanneli ingår i släktet Hydropsyche och familjen ryssjenattsländor. Inga underarter finns listade i Catalogue of Life.